# Hydropsyche valanis
Hydropsyche valanis är en nattsländeart som beskrevs av Ross 1938. Hydropsyche valanis ingår i släktet Hydropsyche och familjen ryssjenattsländor. Inga underarter finns listade i Catalogue of Life.